# Eric Ives
Eric William Ives (* 12. Juli 1931 in Romford, Essex; † 25. September 2012) war ein britischer Historiker und Autor mit Schwerpunkt auf der Tudorzeit. Seine bekanntesten Werke sind die Biografien The Life and Death of Anne Boleyn (2004) und Lady Jane Grey: A Tudor Mystery (2009), in denen er traditionell überlieferte Theorien anzweifelte und neue Erkenntnisse ans Licht brachte. Im Jahr 2001 wurde ihm von Königin Elisabeth II. der Order of the British Empire verliehen.

## Leben

### Jugend und Ausbildung
Eric Ives’ Familie gehörte zu den Plymouth Brethren. Sein Vater selbst hatte mit 13 Jahren die Schule verlassen müssen und  sich aus einfachen Verhältnissen in eine verantwortungsvolle Position innerhalb einer Firma hochgearbeitet. Seinen beiden Söhnen wollte er daher eine gute Ausbildung zukommen lassen. Bereits früh entwickelte Eric Ives ein starkes Interesse für Geschichte. Nachdem er die Brentwood School abgeschlossen hatte, nahm er an der Queen Mary College ein Studium der Geschichte auf, das er mit Auszeichnung abschloss. Danach absolvierte er ein Postgraduales Studium und erlangte 1955 den Grad des Ph.D. mit seiner Arbeit Some aspects of the legal profession in the late fifteenth and early sixteenth centuries. Sie sollte später die Basis für sein 1983 veröffentlichtes Buch The Common Lawyers of Pre-Reformation England bilden. Anschließend diente er von 1955 bis 1957 als Flight Lieutenant in der Royal Air Force.

### Karriere
Im Jahr 1957 erhielt Ives eine Stelle als wissenschaftlicher Mitarbeiter beim History of Parliament Trust und ein Jahr später wurde er Fellow des Shakespeare Institute der University of Birmingham in Stratford-upon-Avon, wo er bis 1961 blieb. 1962 erhielt er eine Stelle an der University of Liverpool, wo er sieben Jahre als Dozent für Geschichte der Neuzeit arbeitete. In dieser Zeit begann sein Interesse an Anne Boleyn, als er Recherchen über ihren angeblichen Liebhaber William Brereton anstellte, um Rechtsgrundlagen im England des 15. und 16. Jahrhunderts zu untersuchen.
1969 zog Ives schließlich nach Birmingham und kehrte an die University of Birmingham zurück, wo er bis zu seiner Pensionierung im Jahr 1997 bleiben sollte. Hier vertiefte er seine Studien zu William Brereton und veröffentlichte 1976 sein erstes Werk, Letters & Accounts of William Brereton. Auch recherchierte er diverse Interessengruppen am Hof König Heinrich VIII. Seine Erkenntnisse veröffentlichte er 1979 unter dem Titel Faction in Tudor England. Beide Bücher bildeten die Grundlage für seine bahnbrechende Biografie Anne Boleyn, die 1986 erschien. In ihr vertrat Ives die These, dass nicht Heinrich, sondern sein Minister Thomas Cromwell für Annes Sturz verantwortlich war und sich zu diesem Zweck zeitweilig mit dem konservativen Adel gegen sie verbündete. Mit der Biografie und seinen neuen Theorien erregte Ives Aufruhr unter seinen Kollegen, u. a. den Historikern Retha Warnicke und George W. Bernard, was eine Serie von Diskussionen und neuer Hypothesen zu Anne Boleyns Fall zur Folge hatte.
1987 erhielt er eine Professur für Englische Geschichte und das Amt des Dekan der Faculty of Arts, das er bis 1989 innehatte. In dieser Zeit reformierte er das Barber Institute of Fine Arts grundlegend. Anschließend wurde er bis zum Jahr 1993 zum Pro-vice-chancellor ernannt und nutzte das Amt, um erste Kontakte der Universität mit Ostasien zu unterstützen. Eigenen Angaben zufolge half ihm die Universitätspolitik zu verstehen, wie der königliche Hof unter den Tudors funktioniert hatte. Von 1994 bis zu seiner Pensionierung im Jahr 1997 hatte er das Amt des Leiters der Fakultät für Geschichte der Neuzeit inne, wo er sich durch originelle Seminare, u. a. über William Shakespeare, und durch seine anspruchsvollen, aber gut verständlichen Vorlesungen bei seinen Kollegen und Studenten sehr beliebt machte.
Nach seiner Pensionierung blieb Ives weiterhin aktiv. So blieb er von 1985 bis 2003 Vorsitzender der School Governors der Warwick School und schrieb gemeinsam mit Diane K. Drummond und Leonard Schwarz eine Studie über die Birmingham University, die 2000 unter dem Titel The First Civic University: Birmingham, 1880-1980 - An Introductory History erschien. 2004 wurde Ives’ Werk über Anne Boleyn unter dem Titel The Life and Death of Anne Boleyn: The Most Happy neu aufgelegt, diesmal mit neuen Informationen, die Ives aus David Starkeys Auswertung von Heinrichs Inventar gewonnen hatte. Aus diesen ging hervor, so Ives, wie schwer, ja unmöglich es für die Königin war, eine Privatsphäre zu haben und wie unwahrscheinlich es daher war, dass sie tatsächlich Ehebruch begangen hatte.
2009 veröffentlichte er seine zweite, große Biografie, Lady Jane Grey: A Tudor Mystery. In ihr argumentierte er, dass nicht, wie traditionell angenommen, John Dudley, 1. Duke of Northumberland den jungen König Eduard VI. bewogen hatte, die Thronfolge zugunsten von Jane Grey zu ändern, sondern dass Eduard eigenmächtig handelte, um seine beiden bastardisierten Halbschwestern Maria und Elisabeth von der Thronfolge auszuschließen. Einen Monat vor seinem Tod erschien Ives’ letztes Buch The Reformation Experience: Living Through the Turbulent 16th Century. Anders als Kollegen, die den Niedergang der einheitlichen, katholischen Kultur beklagte, wies Ives auf die Vorzüge der Reformation hin, u. a. auf die Entstehung der englischsprachigen Literaturkultur und die bessere Bildung der Unterschicht, die kein Latein verstand, durch die englischsprachige Bibel.

### Privatleben
Im Jahr 1961 heiratete Ives die Lehrerin Ruth Denham, die seine Manuskripte probelas und für ihn fremdsprachige Dokumente übersetzte. Die Ehe brachte zwei Kinder hervor, Susan und John. Nach der Hochzeit wandte Ives sich der Methodist Church of Great Britain zu, wurde jedoch letztendlich Baptist. Ives selbst war leidenschaftlicher Laienprediger und sein Glaube inspirierte ihn zu seinem Buch God in History. Beide Eheleute waren ab 1982 aktive Mitglieder der Castle Hill Baptist Church in Warwick. 2001 wurde Eric Ives von Königin Elisabeth II. für seine Verdienste um die University of Birmingham und um die englische Geschichte der Order of the British Empire verliehen. Seine Ehefrau Ruth starb im Jahr 2004. Eric Ives selbst starb am 25. September 2012 an den Folgen eines Schlaganfalles.

## Schriften
- als Herausgeber: Letters and Accounts of William Brereton of Malpas (= The Record Society of Lancashire and Cheshire. 116, ZDB-ID 2468065-5). Gresham Press, Old Woking u. a. 1976.
- Faction in Tudor England (= Appreciations in History. 6). The Historical Association, London 1979, ISBN 0-85278-205-5.
- God in History. Lion Publishing, Tring 1979, ISBN 0-85648-160-2.
- The Common Lawyers of Pre-Reformation England. Thomas Kebell: A Case Study. Cambridge University Press, Cambridge u. a. 1983, ISBN 0-521-24011-5.
- Anne Boleyn. Blackwell, Oxford u. a. 1986, ISBN 0-631-14745-4.
- mit Diane Drummond, Leonard Schwarz: The First Civic University: Birmingham 1880–1980. An Introductory History. University of Birmingham – University Press, Birmingham 2000, ISBN 1-902459-07-5.
- The Life and Death of Anne Boleyn. ‘The Most Happy’. Blackwell, Malden MA u. a. 2004, ISBN 0-631-23479-9.
- Henry VIII (= Very Important People. 14). Oxford University Press, Oxford 2007, ISBN 978-0-19-921759-5.
- Lady Jane Grey. A Tudor Mystery. Wiley-Blackwell, Malden MA u. a. 2009, ISBN 978-1-4051-9413-6.
- The Reformation Experience. Living Through the Turbulent 16th Century. Lion Hudson, Oxford 2012, ISBN 978-0-7459-5277-2.